# María Galindo
Pour les articles homonymes, voir Galindo (homonymie).
María Galindo (1964, La Paz), est une psychologue, féministe libertaire, animatrice de radio et ancienne présentatrice à la télévision bolivienne.
Ouvertement déclarée lesbienne, elle est cofondatrice, en 1992 avec notamment Julieta Paredes et Mónica Mendoza, du groupe libertaire Mujeres Creando,,, en Bolivie, une association de femmes de toutes les identités sexuelles ayant pour but d'affronter le machisme et l'homophobie.

## Biographie
En raison de ses œuvres d'art controversées, elle a été persécutée plusieurs fois par la police bolivienne et les dirigeants, notamment lorsque son frère ainé était porte-parole de l'ex-président Carlos Mesa.
Actuellement elle milite pour les droits des homosexuels et des femmes victimes de violences et d'abus sexuels provoqués par le machisme. À l'occasion de la visite du président iranien en Bolivie, Mahmoud Ahmadinejad, reçu par le président Evo Morales le 27 septembre 2007, elle s'est exprimée sur la chaîne Unitel, pour protester à la fois sur le thème de la violation des droits de l'homme et sur celui de la persécution et l'exécution des femmes et des homosexuels.

## Publications
- No se puede Descolonizar sin Despatriarcalizar, 2013,  (ISBN 97899954-2-622-4).
- Ninguna mujer nace para puta (avec Sonia Sánchez), 2007,  (ISBN 978-987-21900-3-3).
- Aucune femme ne naît pour être pute (avec Sonia Sánchez), 2022, éditions Libre, traduit par Louise Mingasson & Aloïse Denis.
- Archivo Cordero 1900 - 1961, 2004.